# 게이큐 나가사와역
게이큐 나가사와역(일본어: 京急長沢駅、けいきゅうながさわえき)(영어: Keikyū Nagasawa Station)은 일본 가나가와현 요코스카시에 있는 철도역이다.역 번호는 KK69.

## 역 구조
섬식 승강장 1면 2선의 고가역. 당역에서 YRP노비 구간은 단선, 쓰쿠이하마 방면은 복선 구간이다.
| 1 | ■ 구리하마 선 | 미사키구치 방면 |
| 2 | ■ 구리하마 선 | 요코스카추오・요코하마・게이큐 가와사키・시나가와 ○도영 지하철 아사쿠사 선 니혼바시・아사쿠사・오시아게 게이세이 선 이오토・게이세이 다카사고 방면 |

## 역세권 정보
- 미우라 해안
- 국도 134호선
- 나가사와 공원
- 구리하마 령원

## 역사
- 1966년 3월 27일: 게이힌 나가사와 역으로 영업 개시.
- 1987년 6월 1일: 게이큐 나가사와 역으로 개칭.

## 갤러리

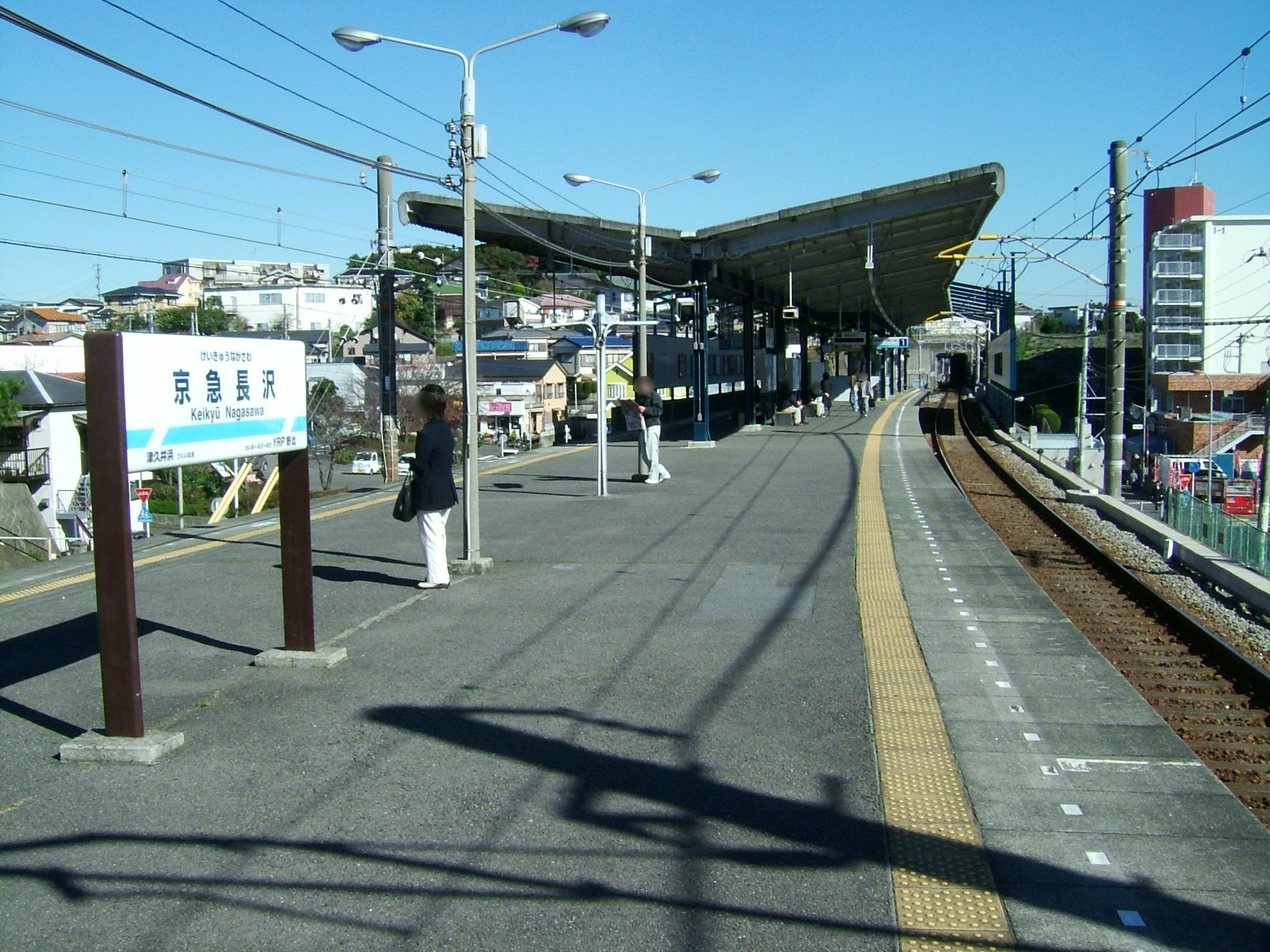
2008년 승강장

## 인접역
| 게이힌 급행 전철 ■ 구리하마 선 | 게이힌 급행 전철 ■ 구리하마 선 | 게이힌 급행 전철 ■ 구리하마 선  |
| ------------------------------ | ------------------------------ | ------------------------------- |
| KK68 YRP 노비 호리노우치 방면  | 게이큐 윙 호・쾌특・특급       | 쓰쿠이하마 KK70 미사키구치 방면 |